# Salvador de Iturbide y de Marzán
Salvador de Itúrbide y de Marzán (ur. 18 września 1849 w Meksyku (miasto); zm. 26 lutego 1895 w Ajaccio), książę Meksyku.

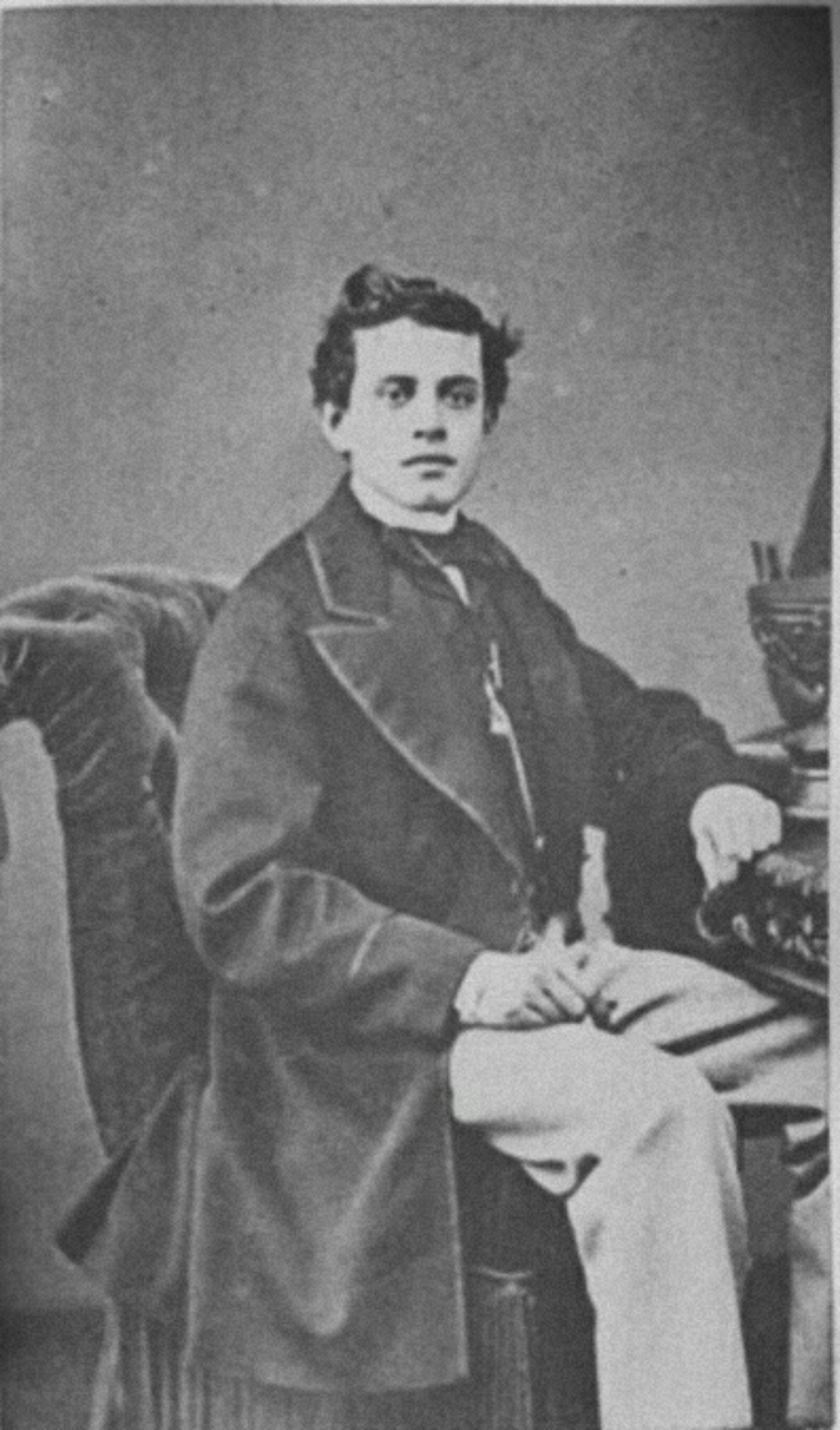
Salvador de Iturbide y Marzán

## Życie
Książę Salvador był synem księcia Salvadora de Iturbide y Huarte, syna cesarza Agustína de Iturbide i cesarzowej Anny Marii Huarte, oraz księżniczki Rosario Marzan y Guisasola.
Drugie Cesarstwo przyznało Salvadorowi godność książęcą oraz tytuł Jego Cesarskiej Wysokości. Oficjalny protokół dworu ustawiał go oraz jego kuzyna Agustína de Iturbide y Green w kolejności za książętami następcami cesarza Maksymiliana i cesarzowej Charlotty, których para cesarska nie miała.
Księcia Salvadora wysłano do Francji, gdzie uczęszczał do akademii. W sierpniu 1866 cesarzowa Charlotta przybyła do Europy by prosić Napoleona III o pomoc dla upadającego cesarstwa. Potem zamieszkała z Salvadorem i dworem w zamku w pobliżu Triestu. Cesarzowa i Salvador bardzo się wówczas zaprzyjaźnili.
Sytuacja polityczna nie pozwoliła księciu na podróż do ojczyzny. Imperium Maksymiliana upadło i, o ile wiadomo, Salvador pozostał do końca życia w Europie. Po śmierci cesarza dwory w Wiedniu i Belgii wyznaczyły mu, jako pupilowi zmarłego, pensję pozwalającą na godne życie.
W 1868 roku wstąpił do wojska aby wziąć udział w obronie Państwa Kościelnego. Do wojska wstąpił jako zwykły żołnierz do korpusu dragonów pontyfikalnych, odrzucając stopień oficerski, zaoferowany mu przez generała Kanslera, dowódcę wojsk Stolicy Apostolskiej, który pamiętał o tym, że rozstrzelany cesarz Maksymilian był oficjalnym opiekunem księcia. Po przegranej Salvador został internowany w obozie dla jeńców w Aleksandrii, ale ambasada Austrii zajęła się jego uwolnieniem i książę zamieszkał w Wenecji, już nie należącej do Austro-Węgier.
W korpusie żuawów Salvador zaprzyjaźnił się z synem królewskim, Alfonso Carlosem Burbonem, bratem króla karlisty, Karola V. Infant przedstawił go bratu i w ten sposób między pretendentem do tronu Hiszpanii a księciem meksykańskim, będącymi w podobnym wieku, narodziła się przyjaźń, która przetrwała całe życie.
21 czerwca 1871 roku w zamku Mikos na Węgrzech ożenił się z węgierską baronową Gizelą Mikos de Tarródháza. Mieli trzy córki: księżniczkę Marię Józefę (ur. 1872), Marię Gizelę (ur. 1874) i Marię Teresę (ur. 1876).
W lutym 1895 roku w czasie podróży turystycznej do Ajaccio Salvador zmarł nagle w wieku czterdziestu pięciu lat. Jego ciało przewieziono na cmentarz San Miguel w Wenecji, gdzie mieszkała jego rodzina.